# International Standard Serial Number

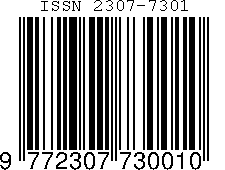
Čárový kód s ISSN

ISSN (International Standard Serial Number, mezinárodní standardní číslo seriálové publikace) je jednoznačný osmiciferný identifikátor periodické publikace (noviny, časopisy, včetně těch vycházejících online).
ISSN je obdobou ISBN používaného pro knihy; některé knihy, které jsou částí série, mají dokonce přiděleny oba identifikátory. Na rozdíl od ISBN však ISSN nemá žádnou vnitřní strukturu a nelze z něj zjistit žádné informace o publikaci – jde o jednoduchý identifikátor (z ISBN lze např. určit vydavatele).

## Vznik
V 60. letech se ukázalo jako nezbytné vytvořit celosvětový systém všech titulů časopisů, zaregistrovat zkratky slov jejich názvů, publikovat seznam změn a doplňků k tomuto seznamu a rovněž publikovat jejich kumulovaná vydání.
Byl zřízen Mezinárodní systém pro registraci seriálových publikací (= International Serials Data System, ISDS). Systém byl v roce 1993 přejmenován na systém ISSN (= International Standard Serial Numbering), sídlí v Paříži.

## Přidělování ISSN čísel
Přidělování čísel ISSN řídí síť národních středisek ISSN, koordinovaných z mezinárodního střediska v Paříži. Mezinárodní centrum ISSN je mezivládní organizace založená roku 1974 na základě dohody mezi UNESCO a francouzskou vládou. Centrum udržuje databázi všech přidělených ISSN. Tato databáze v současnosti obsahuje více než jeden milion záznamů. České národní středisko ISSN funguje při Národní technické knihovně, která od července 2009 sídlí v Praze 6 – Dejvicích.

## Formát
ISSN sestává ze dvou čtyřznakových skupin číslic, které jsou navzájem odděleny rozdělovníkem. Poslední číslice je kontrolní, může nabývat hodnot 0–9 nebo X (s významem 10, viz část Kontrola platnosti). Například časopis Vesmír má ISSN 1214-4029.

### Kontrola platnosti
Platná ISSN splňují následující podmínku: součet číslic násobených postupně váhami 8, 7, 6, 5, 4, 3, 2 a 1 je dělitelný jedenácti. Pokud je poslední číslice X, bere se jako 10.
Například pro uvedený časopis Vesmír tato podmínka platí: 8*1 + 7*2 + 6*1 + 5*4 + 4*4 + 3*0 + 2*2 + 1*9 = 8 + 14 + 6 + 20 + 16 + 0 + 4 + 9 = 77, což jedenácti dělitelné je.

### Vkládání do HTML
Pro vložení informace o ISSN ve formě metadat do HTML kódu se doporučuje následující syntaxe:
<meta name="DC.Identifier" content="(SCHEME=ISSN) 12345678">.

## Další registry seriálů
Druhým největším světovým registrem seriálových publikací je hned po ISSN mezinárodní periodická klasifikace firmy Bowker – registrační systém Ulrich’s international Periodicals Directory.

## Standardní číslování ostatních publikací
- ISAN – International Standard Audiovisual Number (viz https://web.archive.org/web/20040402085512/http://www.nlc-bnc.ca/iso/tc46sc9/isan.htm)
- ISBN – International Standard Book Number
- ISMN – International Standard Music Number for Printed Music
- ISRC – The International Standard Recording Code (viz http://www.ifpi.org/isrc/ )
- ISRN – International Standard Technical Report Number
- ISWC – International Standard Musical Work Code